# Joey Baker
Joseph William "Joey" Baker (Fayetteville), Carolina del Norte, 13 de septiembre de 2000) es un baloncestista estadounidense que pertenece a la plantilla de los Grand Rapids Gold de la G League. Con 2,01 metros de estatura, juega en la posición de alero.

## Trayectoria deportiva

### Universidad
Jugó cuatro temporadas con los Blue Devils de la Universidad de Duke, en las que promedió 4,1 puntos y 1,1 rebotes por partido.
El 18 de junio de 2022 fue transferido a la Universidad de Míchigan como transferencia de posgrado para su último año de elegibilidad para baloncesto universitario. Promedió 5,7 puntos y 2,2 rebotes por partido.

#### Estadísticas
| Año     | Equipo   | PJ  | PT | MPP  | %TC  | %3P  | %TL  | RPP | APP | ROB | TPP | PPP |
| ------- | -------- | --- | -- | ---- | ---- | ---- | ---- | --- | --- | --- | --- | --- |
| 2018–19 | Duke     | 4   | 0  | 4.5  | .250 | .500 | .000 | 1.0 | 0.0 | 0.0 | 0.3 | 0.8 |
| 2019–20 | Duke     | 28  | 3  | 12.1 | .410 | .394 | .917 | 0.9 | 0.8 | 0.5 | 0.2 | 5.0 |
| 2020–21 | Duke     | 23  | 1  | 11.5 | .310 | .314 | .750 | 1.2 | 0.4 | 0.3 | 0.3 | 2.9 |
| 2021–22 | Duke     | 34  | 0  | 11.9 | .432 | .405 | .778 | 1.2 | 0.4 | 0.4 | 0.0 | 4.5 |
| 2022–23 | Michigan | 34  | 5  | 16.4 | .393 | .391 | .686 | 2.2 | 0.4 | 0.4 | 0.2 | 5.7 |
| Total   | Total    | 123 | 9  | 12.9 | .393 | .383 | .756 | 1.4 | 0.5 | 0.4 | 0.2 | 4.5 |

### Profesional
Tras no ser elegido en el Draft de la NBA de 2023, el 14 de septiembre firmó su primer contrato profesional con el KK Pieno žvaigždės de la Liga de Baloncesto de Lituania (LKL). Allí disputó 15 partidos, en los que promedió 5,5 puntos.
El 4 de marzo de 2024, Baker se unió al Grand Rapids Gold de la NBA G League. Acabó la temporada promediando 4,6 puntos y 1,4 rebotes por partido.